# Józef Zbigniew Białek
Józef Zbigniew Białek (ur. 21 maja 1930 w Zbyszycach, zm. 27 października 2018 w Krakowie) – polski historyk i krytyk literatury. W swojej pracy naukowej zajmował się w szczególności literaturą polską okresu międzywojennego oraz literaturą dziecięcą i młodzieżową. Profesor Wyższej Szkole Pedagogicznej w Krakowie.

## Życie
Urodził się 21 maja 1930 we wsi Zbyszyce pod Nowym Sączem. Po drugiej wojnie światowej Białek przeniósł się do Nowego Sącza i tam uczęszczał do gimnazjum im. Króla Bolesława Chrobrego. Po ukończeniu szkoły średniej studiował polonistykę na krakowskiej Wyższej Szkole Pedagogicznej w latach 1950–1953. Następnie studiował na Uniwersytecie Jagiellońskim, gdzie w 1955 uzyskał tytuł magistra. Jako historyk literatury zadebiutował w 1955 artykułem „Kult Mickiewicza w szkołach Galicji”, który ukazał się w czasopiśmie Głos Nauczycielski. Doktorat uzyskał w 1962 r. pracą „Działalność krytycznoliteracka Ludwika Frydego na tle dyskusji o literaturze i krytyce w latach 1929–1939” (promotor: Kazimierz Wyka). Habilitację zakończył w 1968 r. książką „Poglądy krytycznoliterackie Karola Wiktora Zawodzińskiego na Uniwersytecie Jagiellońskim”. Następnie wykładał w krakowskiej Wyższej Szkole Pedagogicznej (dziś Uniwersytet Komisji Edukacji Narodowej). Tam był prodziekanem Wydziału Filologiczno-Historycznego od 1969 do 1972 i dziekanem Wydziału Humanistycznego od 1972 do 1981. W 1978 został mianowany profesorem nadzwyczajnym i kierował Instytutem Filologii Polskiej oraz Katedrą Literatury Polskiej w latach 1978–1987 i 1990–1974.
Napisał liczne hasła dla Polskiego Słownika Biograficznego, Nowego słownika literatury dla dzieci i młodzieży oraz Małego słownika pisarzy polskich. Był także członkiem komitetu redakcyjnego rocznika Rocznika Komisji Historyczno-Literackiej PAN od 1978 do 1980. Od 1986 do 1992 redagował Rocznik Naukowo-Dydaktyczny Prac Historyczno-Literackich. W 1994 został mianowany profesorem, w 2000 przeszedł na emeryturę. Zmarł 27 października 2018 w Krakowie.

## Twórczość
- Ludwik Fryde jako krytyk literacki (= Polska Akademia Nauk. Oddział w Krakowie. Prace Komisji Historycznoliterackiej. 2, ISSN 0554-579X). Państwowe wydawnictwo naukowe, 1962.
- Poglądy krytycznoliterackie Karola Wiktora Zawodzińskiego (= Polska Akademia Nauk. Oddział w Krakowie. Prace Komisji Historycznoliterackiej. 21). Zakład Narodowy imienia Ossolińskich – Wydawnictwo Polskiej Akademii Nauk, 1969.
- Literatura dla dzieci i młodzieży w latach 1918–1939. Zarys monograficzny. Materiały. Wydawnictwa Szkolne i Pedagogiczne, 1979, ISBN 83-02-00988-1.
- Przymierze z dzieckiem. Studia i szkice o literaturze dla dzieci. Wydawnictwo BUS, Krakau 1994, ISBN 83856580706.